# E3・ハレルベーク2012
E3・ハレルベーク2012は、E3・ハレルベークの55回目のレース。UCIワールドツアー対象レースとなった記念すべき一戦は2012年3月23日に行われ、トム・ボーネンが同レース史上最多の5度目の優勝を果たした。

## 参加チーム

### UCIプロチーム
| チーム名                             | 国籍           | コード |
| ------------------------------------ | -------------- | ------ |
| AG2R・ラ・モンディアル               | フランス       | ALM    |
| アスタナ                             | カザフスタン   | AST    |
| BMC・レーシングチーム                | アメリカ合衆国 | BMC    |
| エウスカルテル・エウスカディ         | スペイン       | EUS    |
| FDJ・ビッグマット                    | フランス       | FDJ    |
| ガーミン・バラクーダ                 | アメリカ合衆国 | GRM    |
| グリーンエッジ                       | オーストラリア | GEC    |
| チーム・カチューシャ                 | ロシア         | KAT    |
| ランプレ・ISD                        | イタリア       | LAM    |
| リクイガス・キャノンデール           | イタリア       | LIQ    |
| ロット・ベリソル                     | ベルギー       | LTB    |
| モビスター・チーム                   | スペイン       | MOV    |
| オメガファーマ・クイックステップ     | ベルギー       | OPQ    |
| ラボバンク                           | オランダ       | RAB    |
| レディオシャック・ニッサン・トレック | ルクセンブルク | RNT    |
| チーム・サクソバンク                 | デンマーク     | SAX    |
| チーム・スカイ                       | イギリス       | SKY    |
| ヴァカンソレイユ・DCM                | オランダ       | VCD    |

### 招待チーム
- アクセント・ジョブス - ウィレムス・フェランダス（ ベルギー・ACC）
- コフィディス（ フランス・COF）
- チーム・ヨーロッパカー（ フランス・EUC）
- ファルネーゼ・ヴィーニ - セッレ・イターリア（ イギリス・FAR）
- ランドバウクレディット・ユーフォニー（ ベルギー・LAN）
- プロジェクト 1t4i（ オランダ・PRO）
- トップスポート・フラーンデレン - メルカトル（ ベルギー・TSV）

## 成績
- ハレルベークを発着点とする203km。

| 順位 | 選手名                   | 国籍         | チーム                           | 時間          |
| ---- | ------------------------ | ------------ | -------------------------------- | ------------- |
| 1    | トム・ボーネン           | ベルギー     | オメガファーマ・クイックステップ | 4時間51分59秒 |
| 2    | オスカル・フレイレ       | スペイン     | チーム・カチューシャ             | 同            |
| 3    | ベルンハルト・アイゼル   | オーストリア | チーム・スカイ                   | 同            |
| 4    | レオナルド・ドゥケ       | コロンビア   | コフィディス                     | 同            |
| 5    | セプ・ファンマルク       | ベルギー     | ガーミン・バラクーダ             | 同            |
| 6    | ヨーン・デーゲンコルプ   | ドイツ       | プロジェクト 1t4i                | 同            |
| 7    | マテュー・ラダニュー     | フランス     | FDJ・ビッグマット                | 同            |
| 8    | アレクサンドル・ビショ   | フランス     | チーム・ヨーロッパカー           | 同            |
| 9    | アレッサンドロ・バッラン | イタリア     | BMC・レーシングチーム            | 同            |
| 10   | セバスティアン・テュルゴ | フランス     | チーム・ヨーロッパカー           | 同            |
| DNF  | 新城幸也                 | 日本         | チーム・ヨーロッパカー           |               |